# テプロチド
テプロチド(Teprotide)は、ハララカから単離されたノナペプチドである。アンジオテンシン変換酵素阻害薬であり、アンジオテンシンIのアンジオテンシンIIへの変換を阻害し、またブラジキニンの薬理作用のいくつかを増強する可能性がある。これは分子式C53H76N14O12を有し、高血圧治療薬として検討されている。

## 単離と合成
テプロチドの降圧効果は、1965年にセルジオ・フェレイラ(Sergio Ferreira)によって初めて観察され、フェレイラらによって、1970年に他の8つのペプチドとともに初めて単離された。また同じ1970年にオンデッティ(Ondetti)らによって初めて合成され、それ以降、その降圧作用が詳しく研究され始めた。

## 医学的利用
テプロチドはその長期にわたるin vivo活性のためリード化合物として選択された。その活性はBianchiらによって、テプロチドをイヌとラットへ投与し、アンジオテンシンIによる昇圧反応の阻害効果を観察することによって実証された。テプロチドは効果的な降圧薬であることが示されているが、コストが高く経口活性がないため利用は限られていた。テプロチドがアンジオテンシンIからアンジオテンシンIIへ変換する酵素（ACE）を阻害することが判明すると、構造活性相関研究によってACEの活性結合部位の同定が行われ、降圧薬の開発が可能となった。カプトプリルはOndettiとCushmanによって開発された最初の降圧薬である。これ以降多くのACE阻害薬が開発されているが、それらの出発点となっているのはこの物質である。